# Митко Щерев
Митко Генчев Щерев е известен български композитор, аранжор и пианист.

## Биография
Роден е на 28 януари 1946 г. в Ямбол. Свири отначало на акордеон (взема уроци при Хр. Христов и Н. Николов). Част от детството му минава в пансиони в Ямбол и Пловдив (1957 – 1964). Завършва музикалното училище в Пловдив – специалност фагот и Академия за музикално и танцово изкуство в същия град. В средата на 1960-те години започва професионалната си дейност в областта на професионалната музика като ръководител на оркестъра на Емил Димитров „Синьо-белите“ (група „Фактор“ 1973 – 1974). През 1967 г. пише първата си песен – „Нора“ в изпълнение на Емил Димитров. В началото на 1970-е години е ръководител на оркестър „Маковете“, който съпровожда Лили Иванова. До 1973 г. работи с Лили Иванова и Емил Димитров. През 1974 г. Митко Щерев създава група „Диана Експрес“ и 10 години е свързан изпълнителски и творчески изцяло с нея, като пише почти цялата ѝ музика. В първата дългосвиреща плоча на групата пее Митко Щерев, като е автор на музиката и аранжиментите на цялата плоча. Някои от най-големите хитове на „Диана Експрес“ са „Северина“, „Душа“ и „Наследство“.
Автор е на редица шлагери на Лили Иванова, Емил Димитров, Васил Найденов, Маргарита Хранова, Мими Иванова и др., което го прави един от най-изтъкнатите композитори на поп музика в България. Негови песни са издавани на грамофонни плочи в Русия, Чехия, Германия, Франция, Холандия и Италия. През 1986 г. става главен художествен ръководител на естрадния ансамбъл към Министерството на войските на транспорта.
Митко Щерев се реализира и като популярен композитор на филмова музика. Автор е на музиката на филмите: „Дубльорът“, „Осъдени души“, „По хълмовете на времето“, „Човек от народа“, „Адаптация“, „Комбина“, „La Donna E Mobile“ и др. През 1996 г. Съюза на филмовите дейци в България го избира за филмов композитор на столетието. Съюзът на филмовите дейци в България му присъжда награда за музиката към филмите „Вик за помощ“ и „Скъпа моя, скъпи мой“ през 1986 г. През 2005 г. става носител на Голямата награда на Ямбол.
Сред най-известните му произведения са "Майчице свята", "Осъдени души", "Блус за двама", "Усмивката", "Стари мой, приятелю", "Девет кръга", "Хризантеми" и др.
През 2010 г. издава биографичната си книга „Забравих си часовника на пианото“, в която описва освен своя живот и историята на „Диана Експрес“.
Продуцира както своите песни, така и пиеси на млади изпълнители, сред които най-популярни са дует „Каризма“.
През 2024 г. решава да прекрати сценичните си изяви. Последната такава, на която той обявява решението си, е участието му на 28 октомври в зала 1 на НДК на концерта "Обич и песен".

## Дискография
- 1974 – „Диана Експрес“[2]
(LP, Балкантон – ВТА 1678)
- 1980 – „По хълмовете на времето“[3]
(SP, Балкантон – ВТК 3507)
- 1980 – „Музика из телевизионната поредица Адаптация“[4]
(SP, Балкантон – ВТК 3509)
- 1980 – „Диана Експрес“[5]
(SP, Балкантон – ВТК 3574)
- 1982 – „Музика от документално-игралния филм Човек от народа“[6]
(SP, Балкантон – ВТК 3676)
- 1983 – „Диана Експрес“[7]
(SP, Балкантон – ВТК 3762)
- 1990 – „Веселата къщичка, по мотиви от Къщичката на Самуил Маршак“[8]
(МС, Балкантон – ВАМС 7447)
- 1995 – „За самотата“[9]
(МС, Музикална къща Диана Експрес ‎– DE199501)
- 1996 – „Осъдени души. Филмови хитове на Митко Щерев“[10]
(CD, UBP International)
- 2010 – „Филмова музика“[11]
(CD, Poly Sound ‎– DE201002)
- 2012 – „Пъзел“[12]
(CD, Музикална къща Диана Експрес ‎– DE201201)

## Признание
През 1995 г., във връзка с честването „Сто години кино“ Митко Щерев е избран от Съюза на българските филмови дейци за композитор на столетието за филмова музика. Носител е на орден „Кирил и Методий“ I степен. През 2008 г. Българска академия на науките и изкуствата го удостоява със званието академик. Обявен е за почетен гражданин на Ямбол през 2011 г. 